# Eichstruth
Eichstruth é um município da Alemanha localizado no distrito de Eichsfeld, estado da Turíngia.  Pertence ao Verwaltungsgemeinschaft de Uder.

## Demografia
Evolução da população (em 31 de dezembro):
| - 1994 - 91 - 1995 - 90 - 1996 - 88 - 1997 - 90 | - 1998 - 86 - 1999 - 87 - 2000 - 88 - 2001 - 91 | - 2002 - 87 - 2003 - 86 - 2004 - 88 |

Fonte: Datenquelle - Thüringer Landesamt für Statistik